# Ponta Baleia
Ponta Baleia (portug. für „Wal-Spitze“) ist eine Landzunge und eine Siedlung im Süden des Distrikts Caué auf der Insel São Tomé in São Tomé und Príncipe. 2013 wurden 43 Einwohner angegeben.

## Geographie
Der Ort liegt anderthalb Kilometer östlich von Porto Alegre und zwei Kilometer südöstlich von Vila Malanza. Die Landzunge schließt die Bucht von Porto Alegre ein. Sie wird durch die EN No. 2 erschlossen. Eine Fähre verkehrt von Ponta Baleia nach Ilhéu das Rolas. Der Fähranleger (Ancoradouro Para Barcos Para Ilheú Das Rolas) liegt an der Westküste der Landzunge, zur Bucht hin. Die Ostküste fällt zum Teil sehr steil ins Meer hin ab, an der Südostspitze der Landzunge ist noch der kleine Ort Ponta Haleina verzeichnet. Die Landzunge steigt sehr schnell auf ca. 100 m an. Bei Henrique, schon fast im Landesinnern, erreicht sie bis über 160 m Höhe (⊙). 